# Чемпионат Южной Америки по волейболу среди младших юниоров
Чемпионаты Южной Америки по волейболу среди младших юниорских команд — соревнования для волейбольных сборных младших юношей и девушек стран Южной Америки, проводимые под эгидой Южноамериканской конфедерации волейбола (CSV).
Проходят с 2011 года среди мужских и женских команд с периодичностью один раз в два года по нечётным годам. В мужских соревнованиях участвуют спортсмены возрастом до 17 лет, в женских — возрастом до 16 лет. С 2014 года юношеские чемпионаты не проводились, а в 2023 возобновлены. С 2023 установлен единый возрастной ценз для юношей и девушек — до 16 лет.

## Мужские соревнования
Призёры
| Год  | Место проведения     | 1-е место | 2-е место | 3-е место |
| ---- | -------------------- | --------- | --------- | --------- |
| 2011 | Гуаякиль (Эквадор)   | Бразилия  | Аргентина | Чили      |
| 2013 | Сакуарема (Бразилия) | Аргентина | Бразилия  | Колумбия  |
| 2014 | Барилоче (Аргентина) | Аргентина | Парагвай  | Чили      |
| 2023 | Арагуари (Бразилия)  | Бразилия  | Аргентина | Чили      |

## Женские соревнования
Призёры
| Год  | Место проведения      | 1-е место             | 2-е место             | 3-е место             |
| ---- | --------------------- | --------------------- | --------------------- | --------------------- |
| 2011 | Канелонес (Уругвай)   | Бразилия              | Перу                  | Аргентина             |
| 2013 | Попаян (Колумбия)     | Бразилия              | Аргентина             | Перу                  |
| 2014 | Чосика (Перу)         | Перу                  | Аргентина             | Боливия               |
| 2015 | Тарапото (Перу)       | Перу                  | Боливия               | Чили                  |
| 2017 | Асунсьон (Парагвай)   | Аргентина             | Перу                  | Чили                  |
| 2019 | Кальяо (Перу)         | Чили                  | Перу                  | Парагвай              |
| 2021 | Соревнования отменены | Соревнования отменены | Соревнования отменены | Соревнования отменены |
| 2023 | Лима (Перу)           | Аргентина             | Бразилия              | Перу                  |